# Catedral de Gamla Uppsala
La catedral de Gamla Uppsala (en suec, Gamla Uppsala kyrka) fou la primera catedral d'Upsala, a Suècia, abans que la ciutat canviara al seu emplaçament actual. És un temple romànic la construcció del qual començà al segle xii i conclogué en la primera meitat del s. XIII. Actualment és una església parroquial luterana de l'Església de Suècia.
La catedral es degué erigir damunt un temple nòrdic pagà, nomenat per Adam de Bremen temple d'Upsala al voltant de 1076. Les dades que recolzen aquesta possibilitat són les descripcions del mateix Adam de Bremen, la localització de l'església al costat dels monticles reials dels antics reis suions, i les excavacions arqueològiques. En ser Upsala el darrer bastió dels reis pagans, esdevingué bisbat, i se'n traslladà la seu des de Sigtuna. Al 1164 la ciutat fou elevada al rang d'arquebisbat.
És una església de granit amb alguns ornaments de rajola. Consisteix en una torre central mutilada i un cor amb absis, que són els romanents d'una construcció més gran.
Originàriament la planta n'era de creu llatina, amb triple nau i un transsepte amb absis en tots dos braços. El campanar exterior del nord, la sagristia, al costat nord del cor, i el porxo, al costat occidental, són construccions posteriors.
Poc després de concloure's, va patir un incendi en la dècada de 1240. En l'inventari actual es conserven algunes peces de fusta del segle xii, com un crucifix que era en l'arc triomfal.
Al voltant de 1273 es traslladà la seu episcopal a Östra Aros, i s'hi traslladà també el nom de la ciutat, Upsala, i s'hi construí una nova Seu. La vella en fou degradada a església parroquial. Durant el s. XV n'enderrocaren la nau i el transsepte. Des de llavors, és l'església de la parròquia de Gamla Uppsala. El cor és utilitzat com a nau i l'absis com a presbiteri.

## Galeria d'imatges

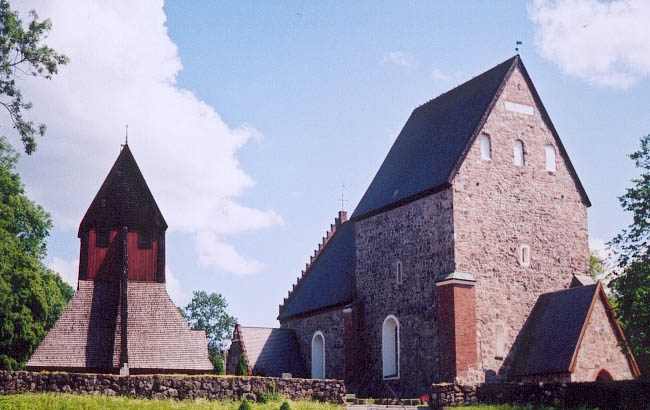
L'església, des de l'oest, amb el campanar a la dreta
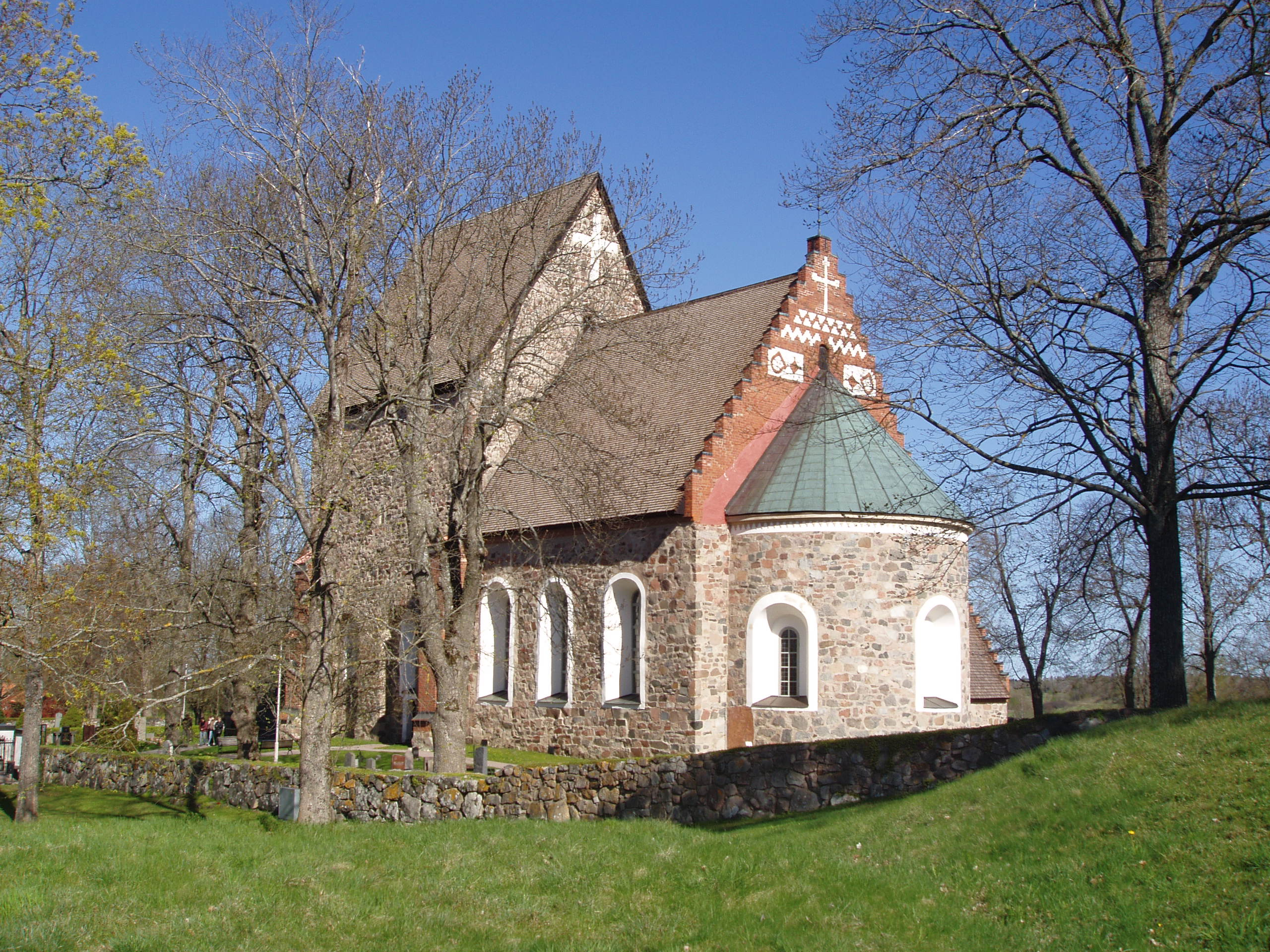
L'església, des de l'est, amb l'absis i el pinyó esglaonat del cor
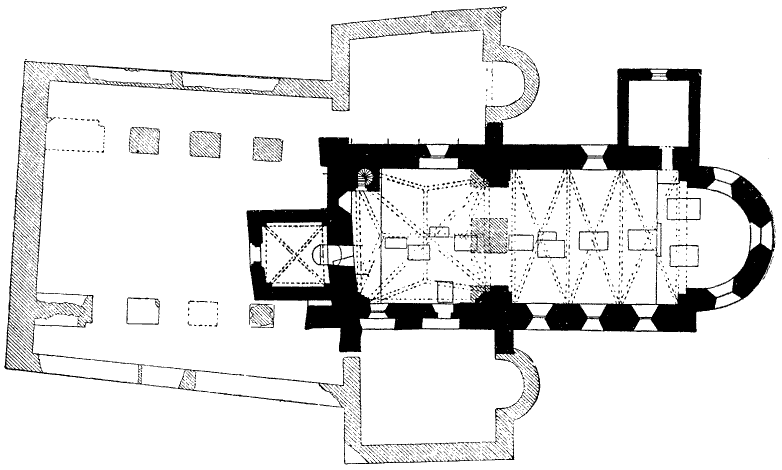
Planta original de l'església, amb la planta actual ressaltada en negre